# Freya Wippich
Freya Wippich (* 23. Mai 1952 in Klagenfurt am Wörthersee; geb. Weghofer) ist eine österreichische Sängerin und Musicaldarstellerin.

## Leben
Freya Wippich wurde in ihren frühen Jahren bei einem Talentwettbewerb entdeckt und veröffentlichte 1964 ihre erste Single Frag’ mich nicht / Ich geh’ durch den Regen. Später studierte sie Gesang am Kärntner Landeskonservatorium.
Sie sang unter anderem auch mit Georg Danzer bei den Madcaps den Titel In deine Oam, den er für sie schrieb. Ihren ersten großen Erfolg hatte sie 1970 als Siebzehnjährige in der Rolle der „Sheila“ in der deutschen Uraufführung des Musicals Hair (deutscher Titel: Haare) in München, in der sie an mehreren deutschsprachigen Bühnen tourte. Später spielte sie im gleichen Stück auch die Rolle der „Jeannie“. Auf dem 1970 erschienenen Soundtrack ist sie mit den Solostücken Ich glaub nur an eins, Friede… und Nein sagt sich so leicht vertreten. 1971 folgten eine Reihe von Teilnahmen bei internationalen Gesangswettbewerben, bei denen sie für Österreich antrat, beispielsweise beim Festival degli sconosciuti, beim Festival della Canzone Italiana di Sanremo oder beim Sopot Festival, wo sie mit Nein sagt sich so leicht den siebten Platz belegte. Über Bremen zog sie dann nach Hamburg, wo sie ebenfalls als Musicaldarstellerin arbeitete, zum Beispiel 1970 in Sonntags … nie!.
In Hamburg traf sie auch auf ihren 1973 geehelichten Mann Bernd Wippich und trat fortan unter dem Familiennamen Wippich auf. Aus der Ehe ging 1974 die gemeinsame Tochter Jennifer Böttcher hervor, die als Synchronsprecherin und Sängerin bekannt ist. 1976 war sie Mitglied der Rockformation Rudolf Rock & die Schocker und sang dort mit Udo Lindenberg. Ihn begleitete sie 1978 auch noch auf seiner Live-Tour. An Soloveröffentlichungen folgten bei Telefunken die Singles Du bist wie das Meer / Sänger (1975) und Danny / Alaska (1976). Ab 1977 veröffentlichte sie im Duo mit ihrem Mann als „Freya & Bernd Wippich“, 1979 dann unter dem Namen „Friar“ (englisch für Ordensbruder; Aussprache ähnlich Freya). Gemeinsam veröffentlichten sie 1977 das Debütalbum In eigener S(pr)ache und bei RCA die Singles Dann pfeif’ drauf / Schlaf mein Kind und Simpathy / Electric Dancer.  1978 traten sie im Duett mit dem Titel Ich trag’ deinen Namen bei der Deutschen Vorentscheidung zum Eurovision Song Contest an und erreichten Platz 13 von 15 zum Finale eingereichten Beiträgen. 1979 erschien bei RCA noch das gemeinsame Album Friar und die Singleauskopplung In the Summertime / Windsurfer und 1981 wieder unter dem Namen „Freya & Bernd Wippich“ noch die Single Meine Party / Oh, ich glaub', ich bin verloren.
Gemeinsam mit ihrem Mann, Rale Oberpichler und anderen gründete sie in Hamburg die Band Odin, in der Franz Plasa die Gitarre spielte. Die Band veröffentlichte 1982 das Album Feuer. 1983 zog die Familie nach München. Nachdem Lucy Neale und Christina Harrison 1985 die Anfang der 1980er Jahre erfolgreiche Band The Hornettes verlassen hatte, wurde sie zusammen mit Jackie Carter in das Münchener Gesangsquartett aufgenommen, in dem sie bis zur Auflösung 1994 aktiv war und weltweit tourte. 2006 zogen Freya und ihr Mann in ihre österreichische Heimatstadt Klagenfurt. Dort arbeitete sie als Stimmtrainerin und sang in der Damenband The Ladies. Das Trio veröffentlichte 2010 bei Lakesidemusic Records das Album Cat Pack.
2014 verstarb Bernd Wippich in Folge einer Krebserkrankung.